# Cykas Wadeův
Cykas Wadeův (Cycas wadei) je rostlina z čeledi cykasovitých (Cycadaceae) ve třídě cykasy (Cycadopsida). Je pojmenován po lékaři H.W. Wadeovi, který na tuto rostlinu upozornil autora popisu.

## Rozšíření
Cykas Wadeův roste pouze na ostrově Culion Island na Filipínách v počtu kolem 5000 kusů. Některé zdroje hovoří i o výskytu na jiných místech, tyto informace nicméně nebyly potvrzeny.

## Cykas Wadeův v Česku
Jediná rostlina tohoto druhu roste v Botanické zahradě Praha (skleník Fata Morgana). Jedná se o jeden z největších cykasů v tomto skleníku.